# Vera Bekteshi
Vera Bekteshi (ur. 1946 w Tiranie) – albańska fizyczka i pisarka.

## Życiorys
W 1969 roku ukończyła studia fizyczne na Uniwersytecie Tirańskim, następnie przez kilka lat wykładała na tejże uczelni. W 1974 roku wraz z rodziną została internowana na okres 16 lat; do Tirany wróciła w 1991 roku.
W 1997 roku ukończyła studia doktorskie, następnie podjęła się pracy naukowej w Instytucie Hydrometeorologii.

## Twórczość
- Vila me dy porta (2009)[1][2]
- Një det i moçëm (2012)[1][2]

## Życie prywatne
Córka generała Sadika Bekteshiego.